# 萧公角
蕭公角（?—?），楚汉战争时期军事人物，西楚霸王项羽的部将。
項羽怨田榮，立齊將田都為齊王。前206年秋，田榮自立為齊王，殺田都反项羽。彭越在钜野，拥有兵众一万多人，尚无归属。田荣就派人賜彭越將軍印，命他下濟陰攻打济北王田安。七月，彭越击杀了济北王田安。田荣又让彭越攻打楚国。项羽命萧公角率军迎击彭越，彭越大败楚军。